# Marijan Bradvić
Marijan Bradvić (* 8. Dezember 1948; † 23. Februar 2019) war ein jugoslawischer Fußballspieler.

## Karriere

### Vereine
Bradvić spielte von 1970 bis 1979 für drei Vereine aus drei Teilrepubliken Jugoslawiens. Mit 21 Jahren begann er beim kroatischen NK Dinamo Zagreb im Seniorenbereich; die Saison in der 1. Jugoslawischen Liga wurde auf dem dritten Platz beendet. International kam er für den Verein in den beiden jeweils mit 0:1 verlorenen Spielen am 4. November 1970 im Zweitrundenrückspiel beim Hamburger SV und am 16. Dezember 1970 im Achtelfinalrückspiel beim FC Twente Enschede im Wettbewerb um den Messestädte-Pokal, der zum 13. und letzten Mal ausgetragen wurde, zum Einsatz.
In der Folgesaison zum Ligakonkurrenten und im slowenischen Maribor ansässigen NK Maribor gewechselt, stieg er mit diesem als Letzter im Klassement in die 2. Jugoslawische Liga ab, in der er bis Saisonende 1974/75 drei weitere Saisons verbrachte. Da der Verein in dieser Zeit die Rückkehr in die höchste Spielklasse verpasste, wechselte er zum Ligakonkurrenten und im bosnischen Bihać ansässigen NK Jedinstvo Bihać, für den er drei Jahre lang spielte.
Nach Zagreb zurückgekehrt war er für den Erstligisten NK Zagreb eine Saison lang aktiv; da dieser am Saisonende 1978/79 absteigen musste, beendete er seiner Spielerkarriere – knapp vier Wochen vor seinem 30. Geburtstag. 

### Nationalmannschaft
Bradvić spielte im Jahr 1978 unter Trainer Otto Barić für die Amateurnationalmannschaft Jugoslawiens im Wettbewerb um den UEFA-Amateur-Cup. Am 15. Mai erreichte seine Mannschaft – nachdem sie sich zuvor im Halbfinale mit 3:1 im Elfmeterschießen gegen die Amateurnationalmannschaft Deutschlands durchgesetzt hatte – das Finale. In Athen wurde die Amateurnationalmannschaft Griechenlands mit 2:1 n. V. bezwungen.

## Erfolge
- UEFA Amateur Cup-Sieger 1978